# Székesfehérvári püspökök listája

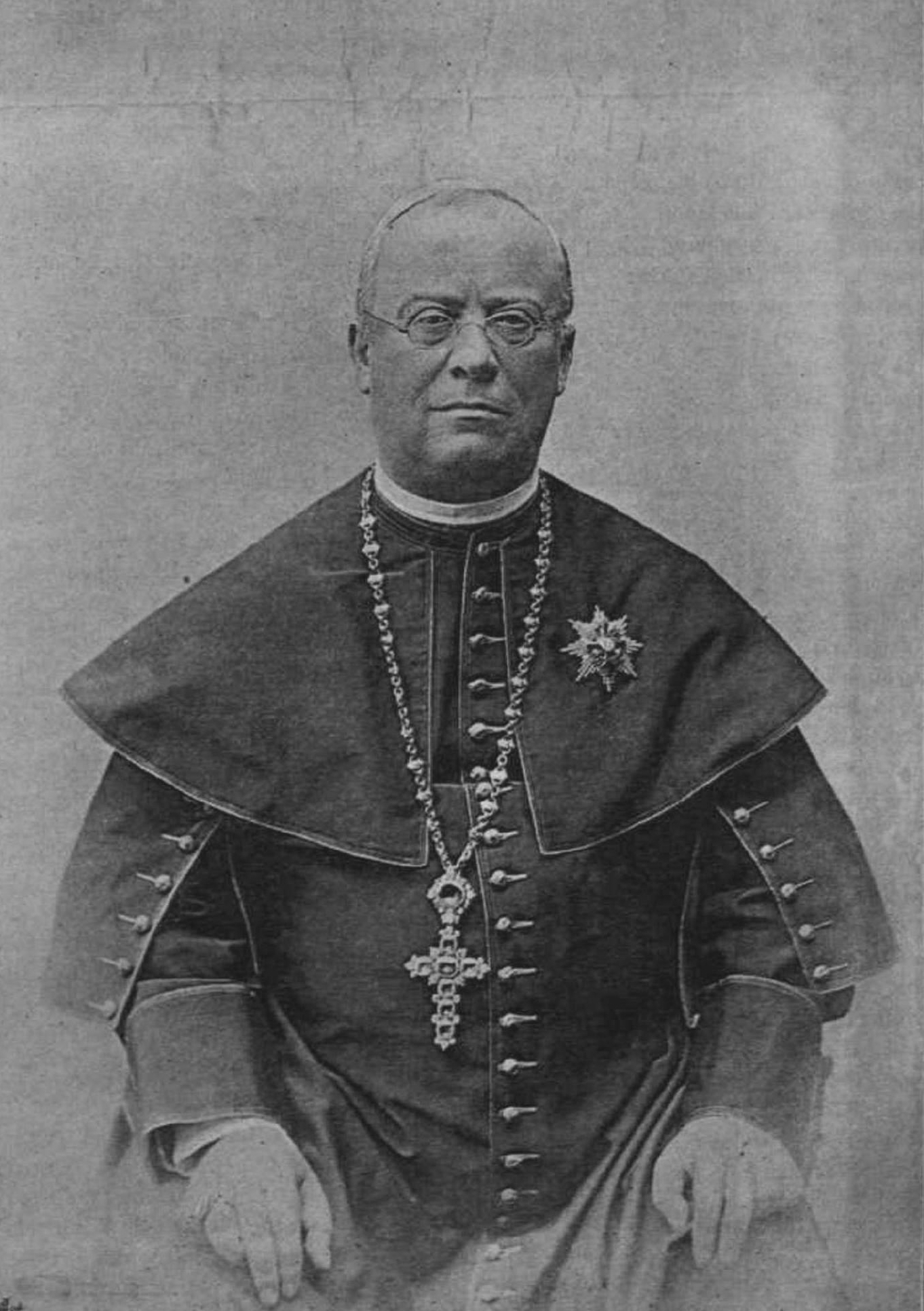
Dulánszky Nándor

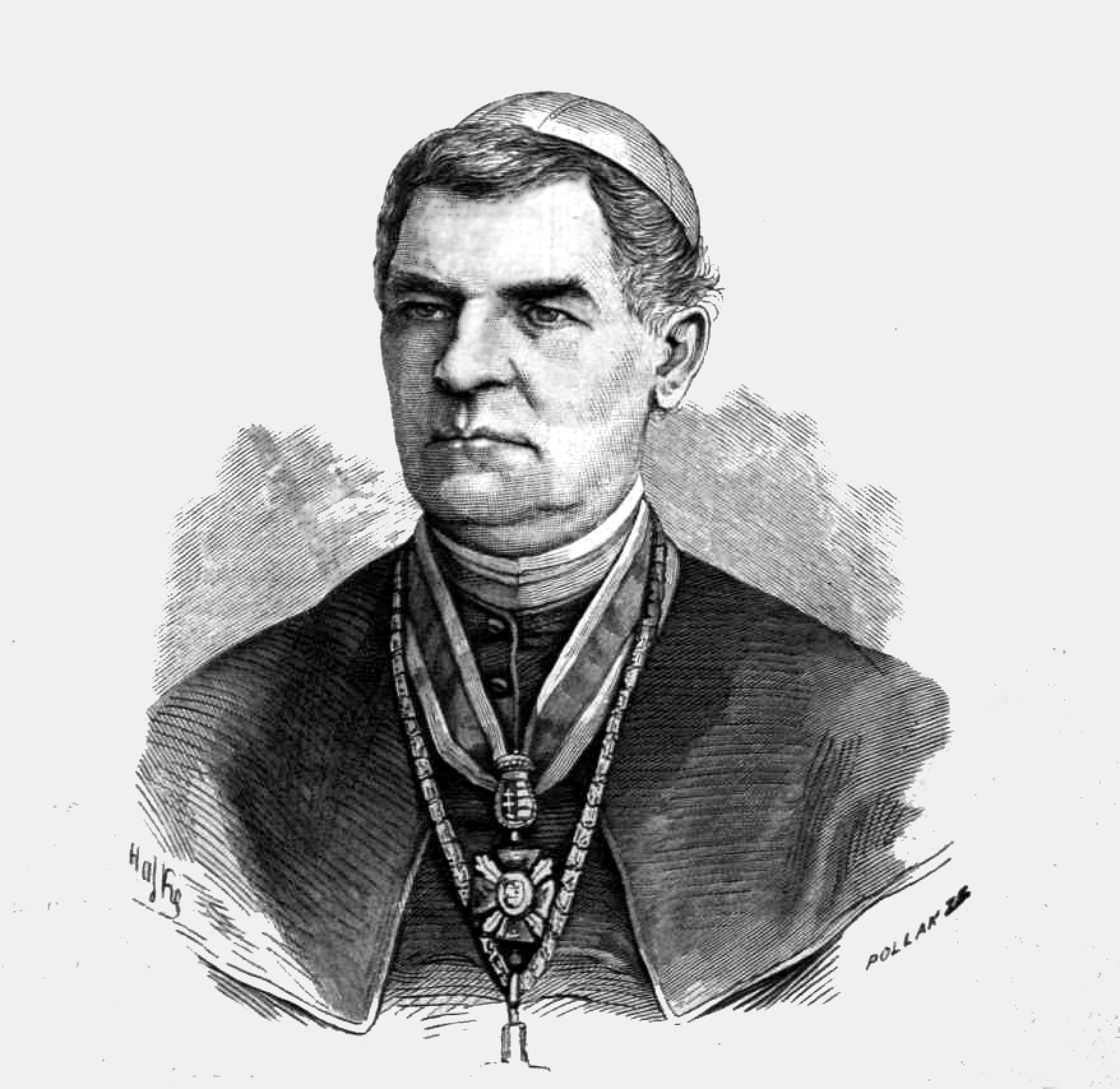
Pauer János

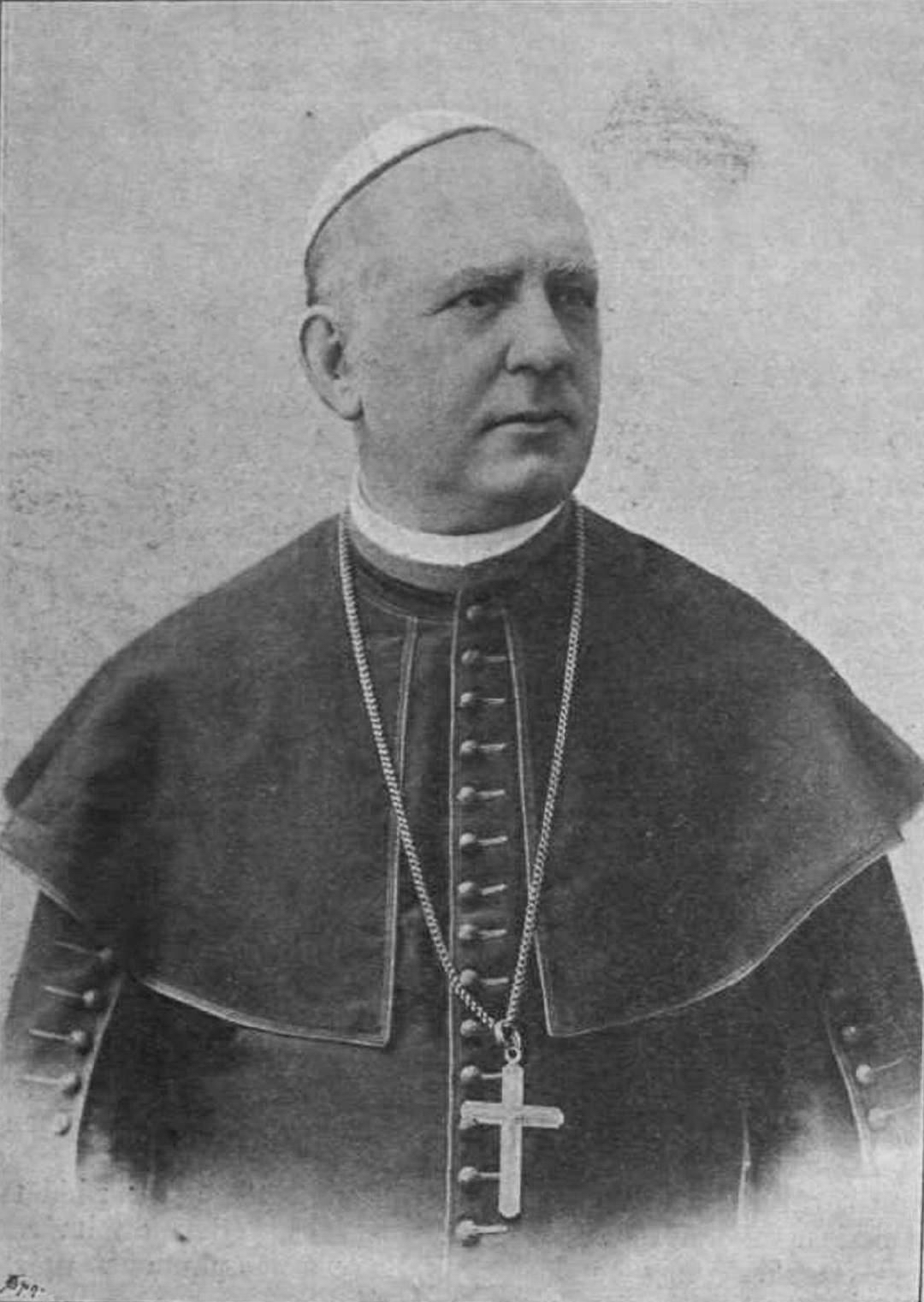
Steiner Fülöp

Az alábbi lista a Mária Terézia királynő és VI. Piusz pápa által 1777-ben alapított Székesfehérvári egyházmegye püspökeit sorolja föl.
| Név                                  | Hivatali idő    | Megjegyzések                                         |
| ------------------------------------ | --------------- | ---------------------------------------------------- |
| Séllyei Nagy Ignác (1733–1789)       | 1777–1789       |                                                      |
| Milassin Miklós Bertalan (1736–1811) | 1790–1811       |                                                      |
| Vurum József (1763–1838)             | 1816–1820       | 1821-től nagyváradi, 1827-től nyitrai püspök.        |
| Kopácsy József (1775–1847)           | 1821–1825       | 1827-től veszprémi püspök, 1838-tól esztergomi érsek |
| Szutsits Pál Mátyás (1767–1834)      | 1827–1830       | 1830-tól diakovári püspök.                           |
| Horváth János (1769–1835)            | 1830–1835       |                                                      |
| Barkóczy László (1792–1847)          | 1837–1847       |                                                      |
| Karner Antal (1794–1856)             | 1848–1849       |                                                      |
| Farkas Imre (1788–1866)              | 1851–1866       |                                                      |
| Jekelfalussy Vince (1802–1874)       | 1867–1874       | korábban szepesi püspök                              |
| Dulánszky Nándor (1829–1896)         | 1875–1877       | 1877-től pécsi püspök.                               |
| Pauer János (1814–1889)              | 1878–1889       |                                                      |
| Steiner Fülöp (1839–1900)            | 1890–1900       |                                                      |
| Városy Gyula (1846–1910)             | 1901–1905       | 1905-től kalocsai érsek.                             |
| Prohászka Ottokár (1858–1927)        | 1905–1927       |                                                      |
| Shvoy Lajos (1879–1968)              | 1927–1968       |                                                      |
| Kisberk Imre (1906–1982)             | 1968–1982       |                                                      |
| Szakos Gyula (1916–1992)             | 1982–1991       |                                                      |
| Takács Nándor (1927–2016)            | 1991–2003       |                                                      |
| Spányi Antal (1950–)                 | 2003–hivatalban |                                                      |